# Позитив (орган)
Вижте пояснителната страница за други значения на Позитив.
Позитивът е музикален инструмент от групата на клавишно-меховите инструменти.
Позитивът е камерен средновековен орган, който може да бъде пренасян от място на място, без да бъде разглобяван. При изпълнение на музика с такъв орган, освен органистът е необходим и още един човек, който да задвижва меховете. Инструментът често е бъркан с портативите, въпреки че е по-голям от тях. Разликата е в това, че при музициране позитивът се поставя върху някаква повърхност (например върху маса или при някои модели на пода), а портативът се държи от самия музикант.
Най-често позитивът има три или четири флейтови регистъра (флейти или принципал) от 8', 4', или 2', като е възможно един от тях да бъде микстура.
Най-ранният източник за позитив е върху рисунките на обелиска на Теодосий I, издигнат в негова памет в годината на неговата смърт - 395. Според средновековните ръкописи, изложени в Британския музей, има множество миниатюри, изобразяващи различни варианти на този инструмент.
Тези органи изпълняват много различни функции – използвани са по време на църковните служби, често пъти се намират в домовете на богатите хора от средните векове (Ренесанса) и са предпочитани от музикалните академии. Композиторите от времето на прехода между Ренесанс и барок - Якопо Пери и Клаудио Монтеверди, също използват позитив в състава на техните оперни камерни оркестри.